# Ли, Сэйбен
Сэ́йбен Анто́ния Ли (англ. Saben Anthonia Lee; род. 23 июня 1999 года в Сент-Луисе, штат Миссури, США) — американский профессиональный баскетболист, выступающий за команду «Олимпиакос». Играет на позиции разыгрывающего защитника. На студенческом уровне выступал за команду Вандербильтского университета «Вандербильт Комодорс». На драфте НБА 2020 года он был выбран под тридцать восьмым номером командой «Юта Джаз».

## Профессиональная карьера

### Детройт Пистонс (2020—2022)
Ли был выбран под 38-м номером на драфте НБА 2020 года командой «Юта Джаз». 20 ноября 2020 года был обменян в «Детройт Пистонс» вместе с Тони Брэдли на денежное вознаграждение. 1 декабря подписал с Детройтом двухсторонний контракт. 6 января 2021 год Ли дебютировал в НБА, выйдя со скамейки запасных, и набрал 4 очка, 1 подбор, 1 передачу и 2 перехвата за 12 минут в поражении от «Милуоки Бакс» со счётом 115—130.

### Рэпторс 905 (2022)
26 сентября 2022 года Ли был обменян с Келли Олиником в «Юта Джаз» на Бояна Богдановича.
9 октября 2022 года клуб отчислил игрока. Затем Сэйбен присоединился к Рэпторс 905 из Джи-Лиги НБА.

### Филадельфия Севенти Сиксерс (2022)
23 ноября 2022 года Ли подписал двусторонний контракт с «Филадельфией Севенти Сиксерс». 26 декабря он был отчислен.

### Возвращение в Рэпторс 905 (2022—2023)
28 декабря 2022 года Ли был вновь перешел в команду «Рэпторс 905».

### Финикс Санз (2023—настоящее время)
11 января 2023 года Ли подписал 10-дневный контракт с «Финикс Санз». 21 января он подписал второй 10-дневный контракт с «Санз». 1 февраля Ли подписал двусторонний контракт с «Санз». Он был включен в первый матч всех звезд Джи-Лиги НБА.

## Статистика

### Статистика в колледже
| Сезон                                                                                   | Команда     | GP | GS | MPG  | FG%  | 3P%  | FT%  | RPG | APG | SPG | BPG | PPG  |  |
| --------------------------------------------------------------------------------------- | ----------- | -- | -- | ---- | ---- | ---- | ---- | --- | --- | --- | --- | ---- |  |
| 2017/18                                                                                 | Вандербильт | 32 | 29 | 26,8 | 46,2 | 30,7 | 72,6 | 3,0 | 3,1 | 1,2 | 0,2 | 10,6 |  |
| 2018/19                                                                                 | Вандербильт | 32 | 32 | 32,6 | 46,0 | 36,2 | 67,5 | 3,3 | 3,8 | 1,0 | 0,2 | 12,7 |  |
| 2019/20                                                                                 | Вандербильт | 32 | 17 | 32,9 | 48,3 | 32,2 | 75,2 | 3,5 | 4,2 | 1,5 | 0,3 | 18,6 |  |
|                                                                                         | Всего       | 96 | 78 | 30,7 | 47,1 | 32,8 | 71,8 | 3,3 | 3,7 | 1,3 | 0,2 | 13,9 |  |
| Наведите курсор мыши на аббревиатуры в заголовке таблицы, чтобы прочесть их расшифровку |             |    |    |      |      |      |      |     |     |     |     |      |  |